# René Sócrates Sándigo Jiron

Wappen von Sócrates René Sándigo Jiron als Bischof von Juigalpa

René Sócrates Sándigo Jiron (* 19. April 1965 in Diria) ist ein nicaraguanischer römisch-katholischer Geistlicher und Bischof von León en Nicaragua.

## Leben
Der Bischof von Granada, Leovigildo López Fitoria CM, spendete ihm am 11. Juli 1992 die Priesterweihe.
Papst Johannes Paul II. ernannte ihn am 28. Oktober 2004 zum Bischof von Juigalpa. Die Bischofsweihe spendete ihm der Erzbischof von Managua, Miguel Kardinal Obando Bravo SDB, am 22. Januar des nächsten Jahres; Mitkonsekratoren waren Jean-Paul Aimé Gobel, Apostolischer Nuntius in Nicaragua, und Leopoldo José Brenes Solórzano, Bischof von Matagalpa.
Papst Franziskus ernannte ihn am 29. Juni 2019 zum Bischof von León en Nicaragua. Die Amtseinführung erfolgte am 24. August desselben Jahres.